# 志村滉
志村 滉（しむら こう、1996年4月27日 - ）は、千葉県出身のプロサッカー選手。Jリーグ・RB大宮アルディージャ所属。ポジションはゴールキーパー（GK）。

## 経歴
船橋市立船橋高等学校に進学後、2013年に2年生ながら守護神として出場した全国高等学校総合体育大会で優勝。
2015年にジュビロ磐田へ入団。2016年5月25日に行われた2016年のヤマザキナビスコカップ第6節・鹿島アントラーズ戦で公式戦デビューを果たした。同年6月11日には、正GKのカミンスキーとセカンドGKの八田直樹が怪我のため、J1リーグ第15節・FC東京戦で先発起用されリーグ戦デビューも果たした。その試合でファインセーブを連発し、無失点でチームに貢献した。
2018年6月11日、水戸ホーリーホックへ9月10日までの育成型期限付き移籍が発表された。同年7月22日、移籍期間を前倒しして磐田に復帰。
2020年12月9日、AFCチャンピオンズリーグに伴う日程調整のため、選手登録期限外ではあるが翌年1月までの特例期限付き移籍でFC東京へ移籍。
2021年、ギラヴァンツ北九州へ完全移籍。
加入後は同じく新加入の吉丸絢梓がポジションを確保したため、自身は控えに留まっていたが、4月10日に行われたJ2リーグ第7節ヴァンフォーレ甲府戦にて後半開始と同時に吉丸と交代で途中出場。加入後初出場を果たした。しかし吉丸や若手の田中悠也などとのポジション争いに敗れ、2試合の出場に留まった。
2022年4月7日、大宮アルディージャへの期限付き移籍が発表された。
5月18日のJ2第15節盛岡戦にて、79分に正GKであった南雄太がアキレス腱断裂の大怪我を負い負傷退場したため交代出場。以降はスタメンに定着。26試合に出場し、チームの残留を助けた。
2023シーズンからは完全移籍に移行。チームは最下位に沈むという苦しい状況の中で、それまで正GKを務めていた笠原に代わり第36節の徳島戦から出場、スーパーセーブを連発して4連勝に貢献したが、第40節の甲府戦と第41節の清水戦に連敗し、21位以下が確定、J3降格となった。

## 所属クラブ
- バディーSC千葉
- ヴィヴァイオ船橋SC
- 船橋市立船橋高等学校
- 2015年 - 2021年1月  ジュビロ磐田
  - 2015年  Jリーグ・アンダー22選抜
  - 2018年6月 - 同年7月  水戸ホーリーホック（育成型期限付き移籍）
  - 2020年12月 - 2021年1月  FC東京（期限付き移籍）
- 2021年 - 2022年  ギラヴァンツ北九州
  - 2022年4月 - 同年12月  大宮アルディージャ（期限付き移籍）
- 2023年 -  大宮アルディージャ / RB大宮アルディージャ

## 個人成績
| 国内大会個人成績 | 国内大会個人成績 | 国内大会個人成績 | 国内大会個人成績 | 国内大会個人成績 | 国内大会個人成績 | 国内大会個人成績 | 国内大会個人成績 | 国内大会個人成績 | 国内大会個人成績 | 国内大会個人成績 | 国内大会個人成績 |
| 年度             | クラブ           | 背番号           | リーグ           | リーグ戦         | リーグ戦         | リーグ杯         | リーグ杯         | オープン杯       | オープン杯       | 期間通算         | 期間通算         |
| 年度             | クラブ           | 背番号           | リーグ           | 出場             | 得点             | 出場             | 得点             | 出場             | 得点             | 出場             | 得点             |
| 日本             | 日本             | 日本             | 日本             | リーグ戦         | リーグ戦         | リーグ杯         | リーグ杯         | 天皇杯           | 天皇杯           | 期間通算         | 期間通算         |
| ---------------- | ---------------- | ---------------- | ---------------- | ---------------- | ---------------- | ---------------- | ---------------- | ---------------- | ---------------- | ---------------- | ---------------- |
| 2015             | 磐田             | 31               | J2               | 0                | 0                | -                | -                | 0                | 0                | 0                | 0                |
| 2016             | 磐田             | 31               | J1               | 10               | 0                | 2                | 0                | 1                | 0                | 13               | 0                |
| 2017             | 磐田             | 31               | J1               | 0                | 0                | 4                | 0                | 0                | 0                | 4                | 0                |
| 2018             | 磐田             | 31               | J1               | 0                | 0                | 3                | 0                | 0                | 0                | 3                | 0                |
| 2018             | 水戸             | 30               | J2               | 0                | 0                | -                | -                | 0                | 0                | 0                | 0                |
| 2018             | 磐田             | 31               | J1               | 0                | 0                | -                | -                | 0                | 0                | 0                | 0                |
| 2019             | 磐田             | 31               | J1               | 0                | 0                | 3                | 0                | 0                | 0                | 3                | 0                |
| 2020             | 磐田             | 31               | J2               | 7                | 0                | -                | -                | -                | -                | 7                | 0                |
| 2020             | FC東京           | 39               | J1               | 0                | 0                | 0                | 0                | -                | -                | 0                | 0                |
| 2021             | 北九州           | 31               | J2               | 2                | 0                | -                | -                | 0                | 0                | 2                | 0                |
| 2022             | 北九州           | 31               | J3               | 0                | 0                | -                | -                | -                | -                | 0                | 0                |
| 2022             | 大宮             | 40               | J2               | 26               | 0                | -                | -                | 2                | 0                | 28               | 0                |
| 2023             | 大宮             | 40               | J2               | 6                | 0                | -                | -                | 0                | 0                | 6                | 0                |
| 2024             | 大宮             | 40               | J3               | 0                | 0                | 0                | 0                | 2                | 0                | 2                | 0                |
| 通算             | 日本             | 日本             | J1               | 10               | 0                | 12               | 0                | 1                | 0                | 23               | 0                |
| 通算             | 日本             | 日本             | J2               | 41               | 0                | -                | -                | 2                | 0                | 43               | 0                |
| 通算             | 日本             | 日本             | J3               | 0                | 0                | 0                | 0                | 2                | 0                | 2                | 0                |
| 総通算           | 総通算           | 総通算           | 総通算           | 51               | 0                | 12               | 0                | 5                | 0                | 68               | 0                |

- 公式戦初出場 - 2016年5月25日 ヤマザキナビスコカップ第6節・鹿島アントラーズ戦（茨城県立カシマサッカースタジアム）
- Jリーグ初出場 - 2016年6月11日 J1 1stステージ第15節 FC東京戦 (エコパスタジアム)

## タイトル

### クラブ
大宮アルディージャ
- J3リーグ・1回（2024年）
- 埼玉県サッカー選手権大会：1回（2024年）

## 代表・選抜歴
- 2013年、U-18日本代表候補
- 2014年、日本高校選抜
- 2015年、日本高校選抜チーム